# 中松駅
中松駅（なかまつえき）は、熊本県阿蘇郡南阿蘇村大字一関にある南阿蘇鉄道高森線の駅である。

## 歴史
- 1928年（昭和3年）2月12日：開業[1]。一般駅[1]。
- 1961年（昭和36年）
  - 9月1日：業務委託駅となる[2]。
  - 10月1日：貨物取扱廃止[1]。
- 1971年（昭和46年）2月20日：荷物扱い廃止[3]。無人駅化[4]。
- 1986年（昭和61年）4月1日：国鉄高森線より南阿蘇鉄道に転換[1]。
- 1987年（昭和62年）4月1日：新駅舎使用開始。
- 1989年（平成元年）8月1日：交換設備設置。
- 2015年（平成27年）10月29日：駅構内にて列車脱線事故発生[5][6]（同日から同年11月7日午後12時まで全線運休）。
- 2016年（平成28年）
  - 4月14日：熊本地震により全線運休。
  - 7月31日：当駅 - 高森駅間の運転再開[7]。
- 2023年（令和5年）7月15日：立野 - 当駅間が復旧、全線にて運転を再開[8]。

## 駅構造

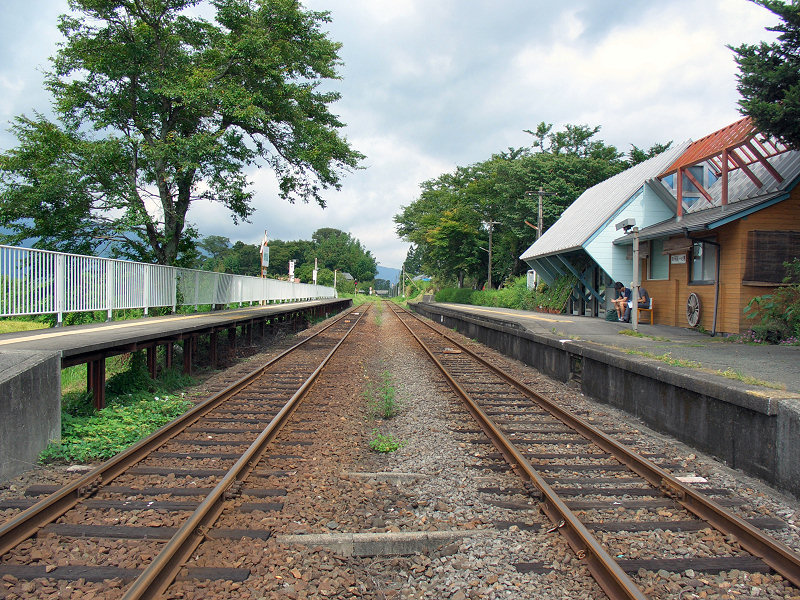
構内（2005年4月）

相対式ホーム2面2線を有する地上駅。線内で唯一交換設備を有する。ホーム間の移動は、構内踏切で連絡する。無人駅だが、凝ったデザインの駅舎がある。駅舎内では金・土・休日にカフェが営業される。

### のりば
| 番線 | 路線    | 方向 | 行先                                |
| ---- | ------- | ---- | ----------------------------------- |
| 1    | ■高森線 | 下り | 高森方面                            |
| 2    | ■高森線 | 上り | 立野方面 （立野乗換宮地・熊本方面） |

## 利用状況
| 年度   | 1日平均 乗車人員 | 1日平均 乗降人員 |
| ------ | ---------------- | ---------------- |
| 2011年 |                  | 45               |
| 2012年 |                  | 36               |
| 2013年 | 19               | 37               |
| 2014年 |                  | 32               |
| 2015年 |                  | 29               |
| 2016年 | 62               |                  |
| 2017年 | 60               | 124              |
| 2018年 | 41               |                  |

## 駅周辺
- 中松郵便局
- 円師庵（えんしあん）の湧水池 - 約100 m。
- 池の川水源 - 約300 m。
- 南阿蘇村中松小学校 - 約400 m。
- 一心行の大桜 - 約1.5 km。
- 熊本県野外劇場
- 国道325号 - バイパスと旧道（現・村道）があり2本併走している。旧道は駅前を通っている。

## バス路線
最寄り停留所は「中松駅前」、旧国道（村道）上にある。
産交バス（ゆるっとバスは南阿蘇村が産交バスに委託運行しているコミュニティバス）
- 快速たかもり号 - 高森中央行き / 阿蘇くまもと空港・熊本駅経由 西部車庫行き
- ゆるっとバス（白水コース） -  高森中央行き / 立野駅（下田駅前経由）行き

## 隣の駅
南阿蘇鉄道
■高森線
南阿蘇水の生まれる里白水高原駅 - 中松駅 - 阿蘇白川駅